# If My Homie Calls
«If My Homie Calls» (en español: «Si mis amigos llaman») es el segundo sencillo de 2Pac de su álbum debut 2Pacalypse Now. Fue lanzado junto con un video musical. 2Pac interpretó esta canción a principios de los 90 en el programa de MTV Yo! MTV Raps.

## Lista de canciones
1. «If My Homie Calls» (LP Versión)
2. «Brenda's Got a Baby» (Radio Mix)
3. «If My Homie Calls» (Instrumental)
4. «Brenda's Got a Baby» (Instrumental)

## Samples
- "Let a Woman Be a Woman, and Let a Man Be a Man" de Dyke & the Blazers
- "Fat Mama" de Herbie Hancock
- "Chameleon" de Herbie Hancock
- "I Don't Know What This World Is Coming To" de The Soul Children
- "Prelude" de N.W.A